# Лангбалліг
Лангбалліг (нім. Langballig) — громада в Німеччині, розташована в землі Шлезвіг-Гольштейн. Входить до складу району Шлезвіг-Фленсбург. Центр об'єднання громад Лангбалліг.
Площа — 15,42 км2. Населення становить 1590 ос. (станом на 31 грудня 2020).

## Галерея

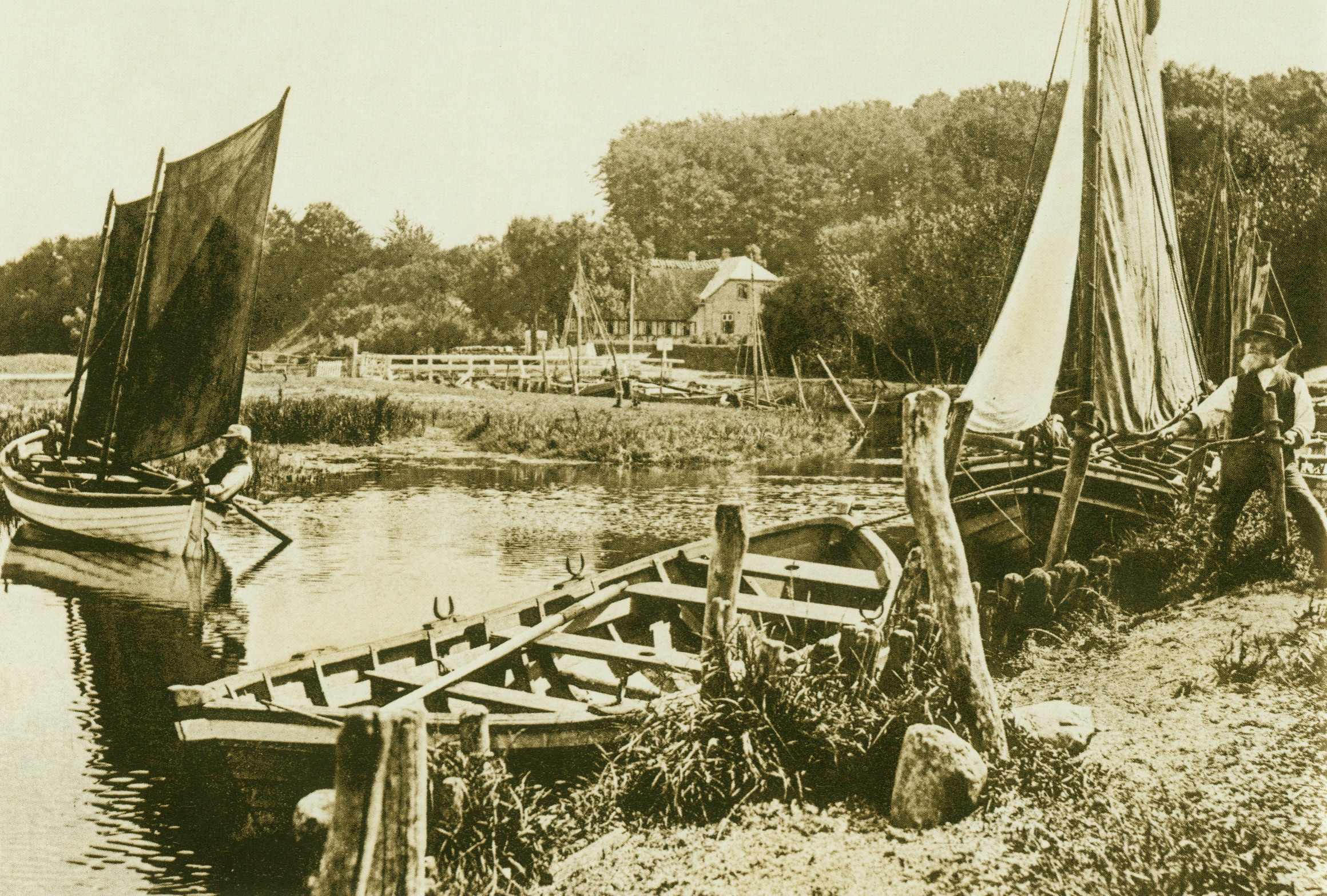
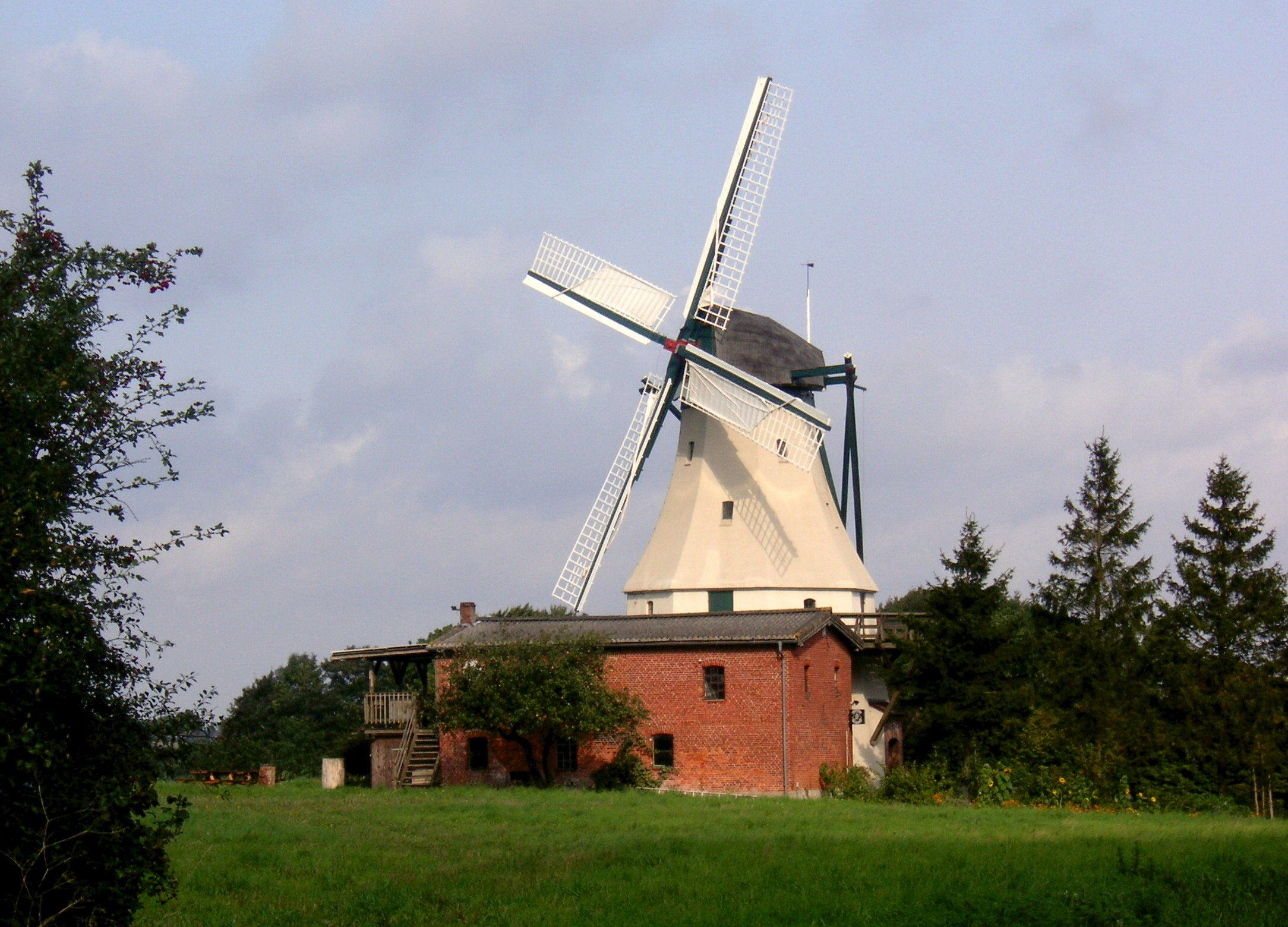